# Adalbert von Roessler

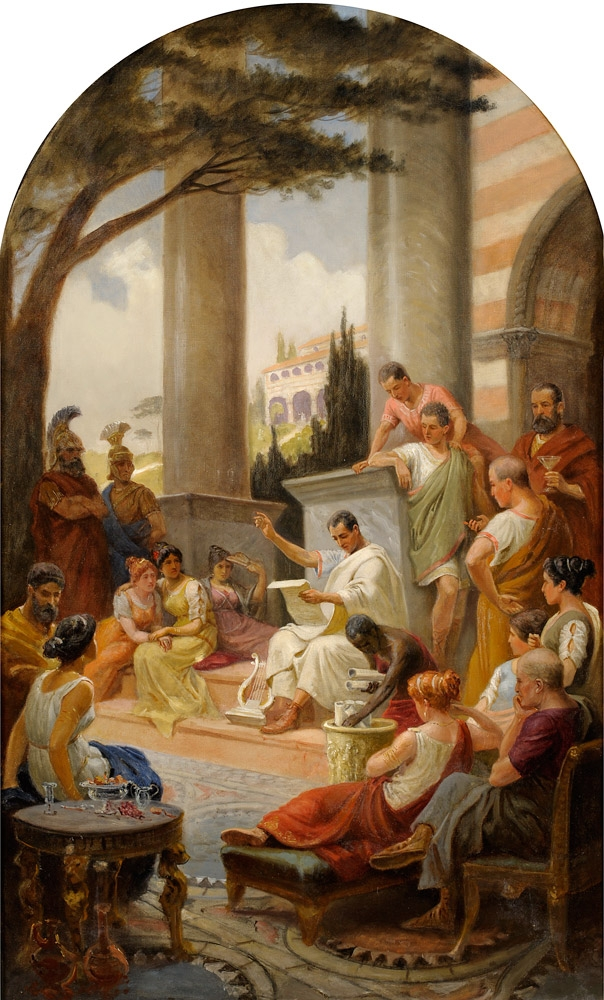
Horaz

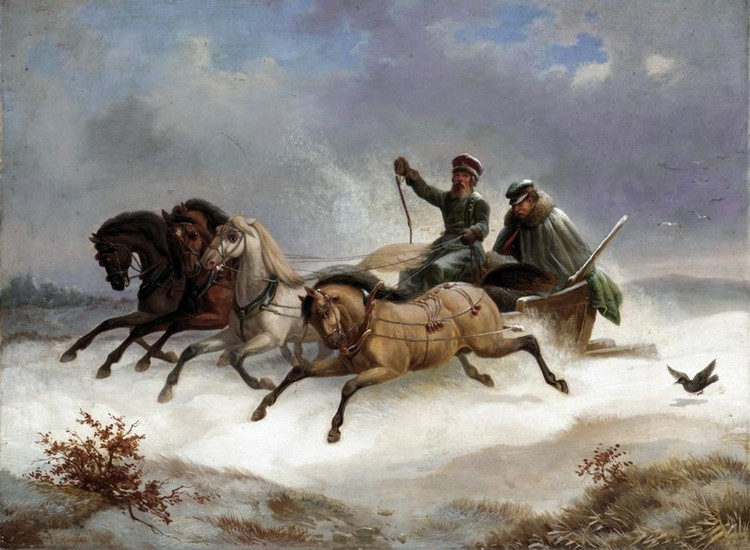
Die Schlittenfahrt

Adalbert von Roessler, vollständig Adalbert Heinrich Karl Ludwig Ernst von Rößler (* 29. August 1853 in Wiesbaden; † 19. März 1922 in Berlin) war ein deutscher Porträt- und Historienmaler, sowie Illustrator.

## Leben
Adalbert von Rößler wurde als Sohn des Polizeidirektors von Wiesbaden, Albert Franz von Rößler (1815–1879) geboren, seine Brüder waren der Maler Ludwig von Rössler (1842–1910) und der Komponist Gustav von Roessler (1850–1919).
Nach dem Besuch des Gymnasiums in Wiesbaden war er bis zu seinem 25. Lebensjahr Bergmann und verwaltete die seinem Vater gehörende Bleerzgruben in Nassau. Anschließend wurde er Maler. Er studierte zunächst ab dem 14. Januar 1878 Malerei in der Antikenklasse der Münchner Kunstakademie, immatrikuliert als Albert von Roeßler. Danach ging er an die Akademie in Antwerpen, 1888/89 war er Meisterschüler bei Anton von Werner an der Berliner Akademie. Nach dem Studium ließ er sich zunächst in Frankfurt, dann in Berlin nieder.
Seine Werke erschienen u. a. in der Zeitschrift „Die Gartenlaube“. Er illustrierte zahlreiche Bücher.

## Werke
Wandmalerei
- Die Nassauer bei Waterloo, Neues Rathaus, Wiesbaden (1898)

Gemälde
- Wiesbadener Badeleben zur Römerzeit und Wiesbadener Blumenkorso zu Ehren Kaiser Wilhelms I., Sitzungssaal der Stadtverordneten, Neues Rathaus, Wiesbaden

Illustrationen
- Brigitte Augusti: Die Erben von Scharfeneck. Bilder aus der Zeit der Königin Luise. Mit vielen Abbildungen von A. von Rößler. Ferdinand Hirt & Sohn, Leipzig 1889.
- Oskar Höcker: Der Schiffsjunge des Großen Kurfürsten. Eine Erzählung aus dem siebzehnten Jahrhundert. Der reiferen deutschen Jugend gewidmet. Mit vielen Abbildungen von A. von Rößler (abenteuerroman.info). Ferdinand Hirt & Sohn, Leipzig 1890.